# 주 휴왕
주 휴왕(周 攜王, ? ~ 기원전 750년)은 주나라의 비정통 왕이다. 이름은 여신(余臣), 혹은 여(余)이다. 선왕의 아들이며 유왕의 이복동생이다. 기원전 770년에 즉위하였고 기원전 750년에 진 문후에게 살해당했다.

## 생애
유왕이 견융족에게 살해당하고 서주가 멸망하자 제후들은 평왕을 옹립했다. 평왕은 폐허가 된 호경을 버리고 동쪽의 낙양으로 수도를 옮기고자 하여 위 무공과 괵공(虢公) 한(翰)의 반대를 무릅쓰고 소주공(小周公) 훤(喧)의 말을 좇아 동천하였다.
위 무공은 마지못해 평왕을 따랐지만 괵공 한은 평왕을 배반하고 왕자 여신을 휴(攜) 땅에서 옹립하였다. 휴 땅에서 옹립되었으므로 휴왕이라 한 것이다. 이리하여 괵공 한과 휴왕, 제후들과 평왕이 서로 병립하여 겨루었다.
이후 기원전 750년에 진 문후가 휴왕을 기습하여 살해함으로써 주나라의 내분과 왕이 둘인 상황은 종지부를 찍었다.
이에 평왕은 진 문후를 위해 《서경》 〈문후지명〉을 지었다.

## 가계
- 서주 유왕, 부
- 동주 평왕, 형
- 왕자 백복(伯服), 동생